# 彰化縣竹塘鄉民代表會
彰化縣竹塘鄉民代表會是中華民國彰化縣竹塘鄉的最高民意機關，位於竹塘鄉竹林路一段305號。
目前為第22屆鄉民代表會，自2022年12月25日就任，當前主席為無黨籍的林淑女，副主席為無黨籍的蔡俊傑。

## 鄉民代表會職權
- 一．議決鄉規約。
- 二．議決鄉預算。
- 三．議決鄉臨時稅課。
- 四．議決鄉財產之處分。
- 五．議決鄉公所組織自治條例及所屬事業機構組織自治條例。
- 六．議決鄉公所提案事項。
- 七．審議鄉決算報告。
- 八．議決鄉民代表提案事項。
- 九．接受人民請願。
- 十．其他依法律或上級法規、規章賦予之職權。

## 鄉民代表個人之職權
- 一．選舉權：選舉正、副主席之權。
- 二．罷免權：罷免正、副主席之權。
- 三．發言權：議案討論時可發言表示意見之權。
- 四．質詢權：定期大會得向行政單位提出質詢之權。
- 五．提案權：經代表兩人以上連署，得提出議案之權。
- 六．表決權：對議案表示贊成或反對之權。

## 鄉民代表
竹塘鄉民代表為公民直選，共劃分4個選區，共有11席，第21屆竹塘鄉民代表任期由2018年12月25日到2022年12月24日止。各區應選鄉民代表人數：
- 第一選區：（3席）
竹塘村,竹元村,小西村
- 第二選區：（2席）
民靖村,五庄村
- 第三選區：（3席）
樹腳村,田頭村,新廣村
- 第四選區：（3席）
長安村,竹林村,土庫村,溪墘村,內新村,永安村

| 選區     | 政黨   | 姓名   | 備註   |
| -------- | ------ | ------ | ------ |
| 第一選區 | 無黨籍 | 圍政麟 |        |
| 第一選區 | 無黨籍 | 紀宗成 |        |
| 第一選區 | 無黨籍 | 洪娜美 |        |
| 第二選區 | 無黨籍 | 莊志文 |        |
| 第二選區 | 無黨籍 | 林 全  |        |
| 第三選區 | 無黨籍 | 林淑女 | 主席   |
| 第三選區 | 無黨籍 | 蔡俊傑 | 副主席 |
| 第三選區 | 無黨籍 | 黃崇啓 |        |
| 第四選區 | 無黨籍 | 黃豊元 |        |
| 第四選區 | 無黨籍 | 葉劍輝 |        |
| 第四選區 | 無黨籍 | 詹清鴻 |        |

## 歷屆鄉民代表會正副主席
| 屆次 | 主 席  | 副主席 |
| ---- | ------ | ------ |
| 1    | 楊結成 | 未設置 |
| 2    | 林丁財 | 未設置 |
| 3    | 林深池 | 未設置 |
| 4    | 莊 成  | 莊萬興 |
| 5    | 莊 成  | 蔡連福 |
| 6    | 鄭查某 | 詹明龍 |
| 7    | 鄭查某 | 邱 丑  |
| 8    | 詹福來 | 黃慶記 |
| 9    | 謝老代 | 曾 象  |
| 10   | 蔡連福 | 李淵泉 |
| 11   | 劉重華 | 廖燦聰 |
| 12   | 蔡永稽 | 洪炎泉 |
| 13   | 蔡永稽 | 廖燦繞 |
| 14   | 廖燦聰 | 莊千筆 |
| 15   | 莊千筆 | 陳德祥 |
| 16   | 邱 胤  | 劉金裕 |
| 17   | 黃富貴 | 羅信典 |
| 18   | 曾國洲 | 羅信典 |
| 19   | 羅信典 | 詹益審 |
| 20   | 林淑女 | 蔡碩任 |
| 21   | 林淑女 | 圍政麟 |
| 21   | 林淑女 | 蔡俊傑 |

## 外部連結
- 竹塘鄉公所
- 竹塘鄉民代表會